# Tom Turbo – Von 0 auf 111
Tom Turbo – Von 0 auf 111 ist ein österreichischer Kinderfilm von Dirk Regel, nach einem Drehbuch von Thomas Brezina. Der Film basiert auf der gleichnamigen Kinderbuchreihe von Brezina und stellt die Vorgeschichte der späteren ORF-Kinderserie Tom Turbo dar.

## Handlung
Karo und Klaro sind aufgeweckte Zwillinge. Seit dem Tod ihrer Mutter versucht Vater Klaus Klicker so viel wie möglich für die beiden da zu sein. Um die Mietschulden abzuzahlen, arbeitet er hart in seinem eigenen Fahrradgeschäft. Währenddessen kümmert sich seine Schwester Dagmar, die Direktorin des Tiergartens, um Karo und Klaro. Dort treffen die Zwillinge erstmals auf Thomas und sind sofort begeistert von ihm. Er hat ein geheimes, unterirdisches Schreibversteck im Tiergarten und möchte dort ein neues Buch schreiben. Karo und Klaro sind sofort Feuer und Flamme und möchten Thomas mit ihrer Kreativität dabei helfen. Karo liebt es, Skizzen und Comics zu zeichnen, während Klaro den technischen Erfinderpart übernimmt. Gemeinsam kreieren sie die Idee eines Super-Bikes. Es soll ein Fahrrad sein, das sprechen und Detektivfälle lösen kann. Sofort machen sich die beiden an die Arbeit. Ihre Freude wird aber durch Emma Fingergold, einer ehemaligen Schulkollegin von Klaus, getrübt. Wie es scheint, funkt es zwischen Emma und Klaus, was Karo und Klaro gar nicht gefällt.
Als Klaro zufällig einen Flohmarkt entdeckt,  sind die Zwillinge vor lauter Neugierde kaum zu stoppen.  Bei einem Stand entdecken sie eine leuchtende Kugel. Aufgrund seines Erfindergeists, ist Klaro sofort angetan und die Familie Klicker ersteigert die Kugel. Doch wie sich schnell herausstellt, ist diese Kugel nicht irgendeine Kugel. Sie ist das geheimnisvolle „Tom Tempo“ und da geht das „turbolente“ Abenteuer erst richtig los.
Denn die Gauner Rudi Ratte und Fritz Fantom, gepiesackt von Tante Freda Fantom  sind gleichzeitig auf der Jagd nach dem „Tom Tempo“. Nur mittels „Tom Tempo“ können die Gauner den ultimativen Raub-und-Plünder-Roboter zum Leben erwachen lassen. Doch das „Tom Tempo“ zu bekommen, ist gar nicht so einfach!

## Hintergrund
Der Spielfilm Tom Turbo – Von 0 auf 111 entstand im Jahr 2013 zum 20. Geburtstag der Kinderfernsehserie Tom Turbo nach einer Idee und den Büchern von Thomas Brezina. Auch im Spielfilm spielt Thomas Brezina sich selbst als Schriftsteller. Der Film soll zeigen, wie alles begann und das sprechende Fahrrad Tom Turbo entstand. Es handelt sich also um ein Prequel zur Fernsehserie. Der Titel von 0 auf 111 spielt auf die 111 magischen Tricks an, die Tom Turbo eingebaut wurden.

## Kritik
Vienna-online wertete: „Zwischen dem süßen Fahrradgeschäft, dem Au- und dem Tiergarten, die auf einen Hopser mit dem Kinderfahrrad zusammengerückt sind, und Thomas’ per Aufzug in der Mülltonne erreichbarem Büro entspinnt sich also schon bald jene gut verdauliche Kinderkrimispannung, die ORF-Zuschauer seit zwei Jahrzehnten bei der Fahrradstange hält. Mehr spaßig als gruslig, mehr Handwerk als Hightech, mehr Tom als Turbo.“